# 크리스탈린

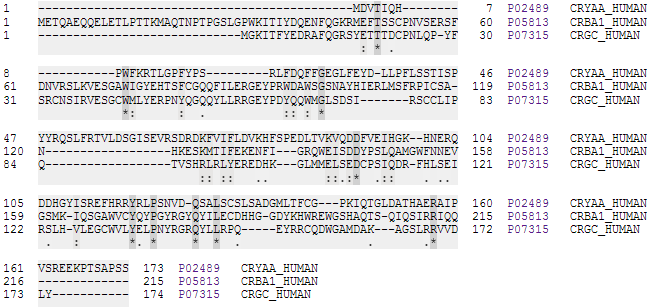
유니프로트에서 인체 크리스탈린 단백질 알파, 베타, 그리고 가마의 조율

크리스탈린(영어: crystallin)은 안구의 수정체와 각막을 이루는 수용성 구조 단백질이다. 투명한 구조로 배합되기 때문에 각막의 구조가 투명해지는 것이다. 또한 심장, 악성 유방암 종양에서도 관찰된 바가 있다.